# Ягуня
Ягу́ня (англ. Yagoonya) — населённый пункт (территория) в районе Карпентария, Квинсленд, Австралия. В 2016 году население Ягуни составило 25 человек.

## География
Ягуня находится на северо-западе штата Квинсленд в районе Карпентария. Расстояние до Нормантона (центр района) составляет 220 км.

## Демография
По данным переписи населения 2016 года, население Ягуни составило 25 человек. Из них 75 % были мужчинами и 25 % — женщинами. Средний возраст населения составлял 31 год, а среднее количество людей в семье составляло 2 человека.